# Muhammad Ali của Ai Cập
Muhammad Ali Pasha al-Mas'ud bin Agha, tiếng Albania gọi là Muhamed Ali Pasha còn tiếng Thổ Nhĩ Kỳ gọi là Mehemet Ali (sinh ra từ một gia đình gốc Albania vào năm 1769 ở Kavala thuộc lãnh thổ của đế quốc Ottoman ở Macedonia (nay thuộc Hy Lạp) - mất ngày 2 tháng 8 năm 1849 tại Alexandria) là một Wāli (tổng trấn) của Ai Cập và Sudan (lúc này dưới quyền cai quản của đế quốc Ottoman), được mệnh danh là "Người sáng lập ra nước Ai Cập hiện đại", đã trở thành tổng trấn Ai Cập vào năm 1805. Nhà Muhammad Ali, triều đại do ông sáng lập ra đã cai trị Ai Cập và Sudan tới khi bị lật đổ trong cuộc cách mạng Ai Cập năm 1952. Năm 1799, vị tướng quân người gốc Albania này được gửi tới Ai Cập để chặn đứng cuộc xâm lăng của Napoléon Bonaparte nước Pháp. Được sự ủng hộ của đội quân người Albania và nhiều toán quân khác, ông xâm chiếm Sudan. Sau khi quân Pháp rút lui, ông được Hoàng đế Selim III của nhà Ottoman phong làm Wāli (tổng trấn) Ai Cập năm 1805. Vị tổng trấn này đề xướng nhiều cải cách.
Năm 1811, để loại trừ một mầm họa, Muhammad Ali Pasha lệnh cho thảm sát các nô tướng người Mamluk tại thành Cairo. Tướng Muhammad Ali đã lập nhiều chiến công hiển hách cho triều đình Ottoman trên các mặt trận ở bán đảo Ả Rập và Sudan. Quân của ông còn giúp quân nhà Ottoman dẹp tan các cuộc khởi nghĩa ở Hy Lạp. Tuy nhiên, liên quân Thổ - Ai Cập bị liên quân Nga-Anh-Pháp đánh thảm bại tại Mặt trận Navarino năm 1827, khiến cho Hy Lạp giành được độc lập. Năm 1830, Ali nổi dậy chống lại hoàng đế nhà Ottoman, mở vài cuộc đột kích vào Syria và Tiểu Á, đánh bại quân Ottoman ở Mặt trận Konya (1833) và Nezib (1839). Về sau các cường quốc châu Âu giúp nhà Ottoman đánh bại Muhammad Ali.

## Danh dự
- Order of August Portrait of Thổ Nhĩ Kỳ
- Order of Glory, 1st class of Thổ Nhĩ Kỳ
- Grand Gross of the Legion d'Honneur of Pháp

## Chú giải
1. ↑  Hassan Hassan (2000). In The House of Muhammad Ali, American University in Cairo Press.
2. ↑  Les grandes dates de l'Islam, tr. 155.
3. ↑  Quid 1990, Dominique et Michèle Frémy, trang 924
4. ↑  "Hải Đăng - Islam và đời sống". Bản gốc lưu trữ ngày 8 tháng 5 năm 2015. Truy cập ngày 13 tháng 1 năm 2009.